# Japans
Het Japans (日本語, Nihongo) is de officiële taal in Japan. Het wordt gesproken door ongeveer 125 miljoen mensen (2024) in Japan en verder door immigranten in onder andere Brazilië, de Verenigde Staten en Peru.

## Classificatie
Japans wordt in het algemeen in een eigen taalgroep geplaatst, de Japonische talen. Behalve het Japans behoren hiertoe de talen van de Riukiu-eilanden. Er is geen universeel geaccepteerde verdere verwantschap, maar de Japanse grammatica vertoont nog de meeste overeenkomst met die van de Altaïsche taalfamilie. Onder taalkundigen leeft de theorie dat het Japans een heel vroeg afgesplitst lid is van deze groep of verwant is aan het Koreaans. Het zou ook een prehistorische creooltaal kunnen zijn, met een Austronesisch substraat en een Altaïsch superstraat.
Voor sprekers van bijvoorbeeld Turkse talen is het vanwege de sterke overeenkomst tussen de Japanse en de Altaïsche grammatica gemakkelijker om Japans te leren dan voor sprekers van Indo-Europese talen. Het Oud-Japans lijkt klinkerharmonie te hebben gehad, hoewel dit niet helemaal te bewijzen is. De meningen over hoeveel klinkers het Oud-Japans had en hoe die zich tot elkaar verhielden lopen uiteen. Over het algemeen wordt aangenomen dat het Moderne Japans geen klinkerharmonie (meer) kent.

## Geschiedenis
Het Japans heeft vier duidelijke tijdperken gekend.
- Oud-Japans: het Japans van voor de 8e eeuw
- Vroeg-Japans: het Japans van de 9e tot de 11e eeuw
- Middel-Japans: het Japans van de 12e tot de 16e eeuw
- Modern-Japans: het Japans vanaf de 16e eeuw tot heden

## Dialecten

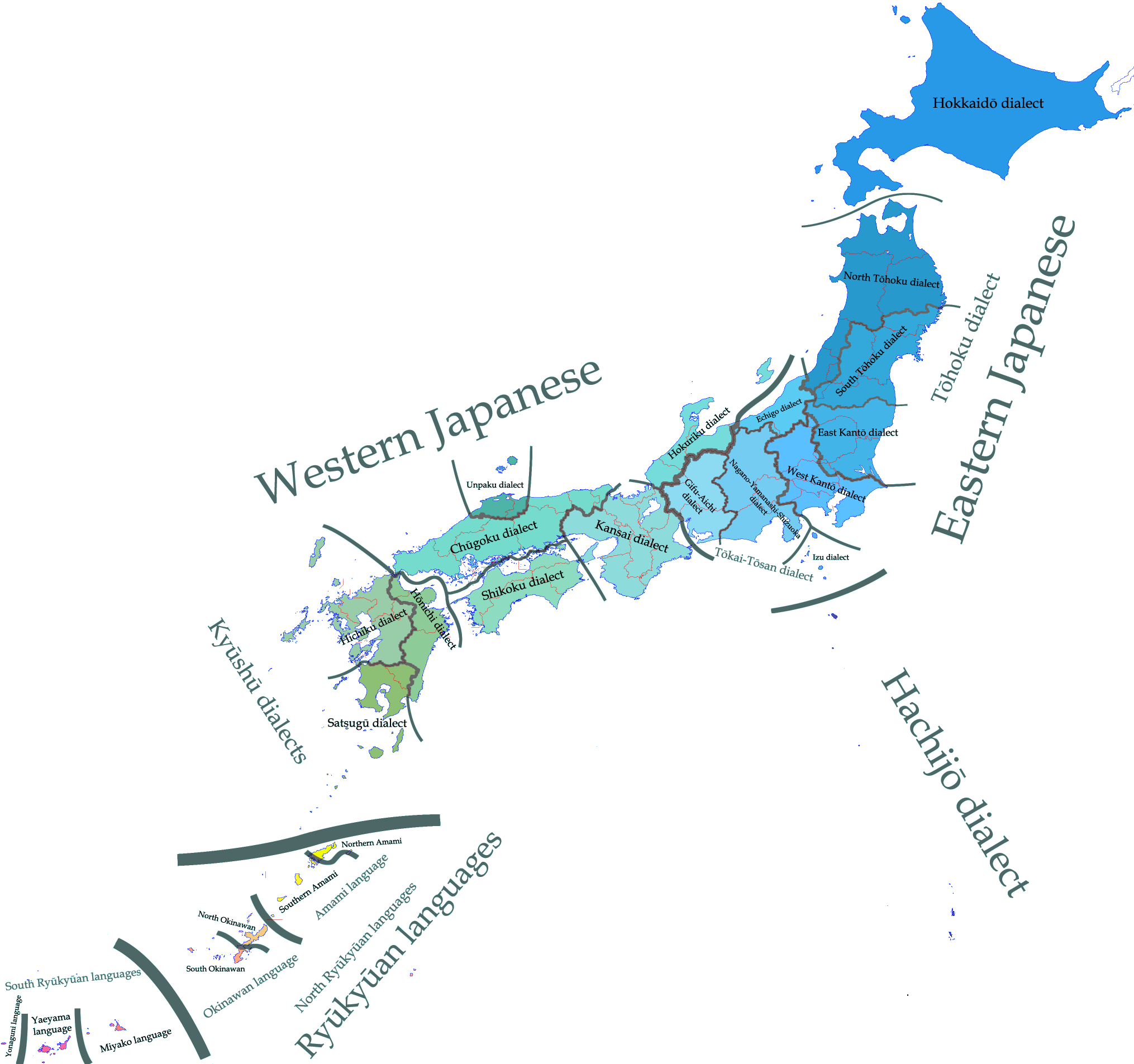
Japans-Riukiuaans talen en dialecten

Er zijn enkele dialecten in het Japans die sterk verschillen van de standaardtaal die wordt gesproken in Tokio. De talen van de Riukiu-eilanden in het uiterste westen van Japan zijn wel verwant aan het Japans, maar worden beschouwd als een op zichzelf staande talengroep. Het verband tussen de dialecten wordt in het onderstaande cladogram afgebeeld:
|  | Kagoshima |
|  |           |
|  | Hichiku   |
|  |           |
|  | Hōnichi   |
|  |           |

|  | Chūgoku  |
|  |          |
|  | Umpaku   |
|  |          |
|  | Shikoku  |
|  |          |
|  | Kansai   |
|  |          |
|  | Hokuriku |
|  |          |

|  | Kantō                |
|  |                      |
|  | Binnenlands Hokkaidō |
|  |                      |

|  | Tōhoku        |
|  |               |
|  | Kust-Hokkaidō |
|  |               |

|  | Kantō                |
|  |                      |
|  | Binnenlands Hokkaidō |
|  |                      |

|  | Tōhoku        |
|  |               |
|  | Kust-Hokkaidō |
|  |               |

|  | Kagoshima |
|  |           |
|  | Hichiku   |
|  |           |
|  | Hōnichi   |
|  |           |

|  | Chūgoku  |
|  |          |
|  | Umpaku   |
|  |          |
|  | Shikoku  |
|  |          |
|  | Kansai   |
|  |          |
|  | Hokuriku |
|  |          |

|  | Kantō                |
|  |                      |
|  | Binnenlands Hokkaidō |
|  |                      |

|  | Tōhoku        |
|  |               |
|  | Kust-Hokkaidō |
|  |               |

|  | Kantō                |
|  |                      |
|  | Binnenlands Hokkaidō |
|  |                      |

|  | Tōhoku        |
|  |               |
|  | Kust-Hokkaidō |
|  |               |

|  | Kagoshima |
|  |           |
|  | Hichiku   |
|  |           |
|  | Hōnichi   |
|  |           |

|  | Chūgoku  |
|  |          |
|  | Umpaku   |
|  |          |
|  | Shikoku  |
|  |          |
|  | Kansai   |
|  |          |
|  | Hokuriku |
|  |          |

|  | Kantō                |
|  |                      |
|  | Binnenlands Hokkaidō |
|  |                      |

|  | Tōhoku        |
|  |               |
|  | Kust-Hokkaidō |
|  |               |

|  | Kantō                |
|  |                      |
|  | Binnenlands Hokkaidō |
|  |                      |

|  | Tōhoku        |
|  |               |
|  | Kust-Hokkaidō |
|  |               |

|  | Kagoshima |
|  |           |
|  | Hichiku   |
|  |           |
|  | Hōnichi   |
|  |           |

|  | Chūgoku  |
|  |          |
|  | Umpaku   |
|  |          |
|  | Shikoku  |
|  |          |
|  | Kansai   |
|  |          |
|  | Hokuriku |
|  |          |

|  | Kantō                |
|  |                      |
|  | Binnenlands Hokkaidō |
|  |                      |

|  | Tōhoku        |
|  |               |
|  | Kust-Hokkaidō |
|  |               |

|  | Kantō                |
|  |                      |
|  | Binnenlands Hokkaidō |
|  |                      |

|  | Tōhoku        |
|  |               |
|  | Kust-Hokkaidō |
|  |               |

## Klanken

### Klinkers
De klinkers van het Japans komen ruwweg overeen met onze ie, è, aa, oe(/uu) en ò. Bijgaand schema geeft de plaats in de mond aan waar ze worden gearticuleerd; de "omgekeerde m" is ongeveer onze oe. Deze klank zit tussen onze /oe/ (als in boek) en onze /uu/ (als in vuur) in. Daarnaast zijn de lippen bij de uitspraak van de Japanse "oe/uu" niet rond.

### Rendaku
Rendaku is het morfofonologisch verschijnsel in het Japans, waarbij de uitspraak van een samenstelling wordt beïnvloed. Hierdoor wordt de eerste stemloze medeklinker /t k s h/ van de tweede lettergreep in een samenstelling stemhebbend /d g z b/. Rendaku wordt niet altijd toegepast, ook al zijn de condities ervoor aanwezig in een samenstelling. Rendaku kan worden toegepast in bepaalde dialecten en achterwegen blijven in andere dialecten.

## Grammatica
De grammatica van het Japans is zowel ten opzichte van die van de Indo-Europese talen als die van alle isolerende talen zoals de Chinese talen behoorlijk anders. Dit verklaart deels waardoor het leren van Japans door sprekers van een westerse taal als Nederlands of Engels vaak als een grote uitdaging wordt ervaren. Objectief gezien kan de Japanse grammatica op het eerste gezicht nog relatief eenvoudig lijken, maar er zit een flink aantal haken en ogen aan.

### Syntaxis
Het Japans is een overwegend analytische taal. Een belangrijk kenmerk is dat er geen onderscheid wordt gemaakt tussen enkelvoud en meervoud. Ook geslacht speelt geen rol binnen de grammatica. Daarnaast worden onderwerpen vaak in zinnen weggelaten, wat tot vreselijke verwarring kan leiden indien men een gesprek niet van begin tot eind volgt.
Het meest kenmerkend van de Japanse grammatica is de SOV-volgorde, ofwel het feit dat werkwoorden vrijwel zonder uitzondering aan het einde van een zin worden geplaatst. Zo luidt de Japanse vertaling van het Nederlandse zinnetje 'Ik woon in Nederland': Watashi-wa Oranda-ni sundeimasu (私はオランダに住んでいます。); hier is "sundeimasu" het werkwoord.
Het Japans is geen synthetische, maar wel een agglutinerende taal. Dit wil zeggen dat er morfemen bestaan die aan andere woorden vastgehecht worden. Deze morfemen worden gebruikt om negativiteit, tempus of bijwoordelijke betekenis uit te drukken. Bijvoorbeeld, als men het gezegde "ama-i" ('is zoet') wil veranderen naar een bijwoord, moet men het morfeem "ku" aan het einde van het woord toevoegen (d.w.z. ama-ku). Als men een negatieve zin wil uitdrukken, voegt men het negatieve bijvoeglijk naamwoord "na-i" aan het woord. Op dezelfde manier creëert men een negatieve betekenis door het toevoegen van het morfeem "na" (d.w.z. ama-ku-na-i = 'is niet zoet'). Om het tempus te veranderen, voegt men de morfeem "katta" (bijv. ama-ku-na-katta = 'was niet zoet').

### Vervoegingen
In principe kent het Japans geen vervoegingen, slechts werkwoordstijden. Niettemin is er ook bij de werkwoorden sprake van agglutinatie: zo eindigen bijvoorbeeld de meeste Japanse werkwoorden in de infinitief op "-u", terwijl de juiste beleefde vorm van de tegenwoordige tijd vrijwel altijd eindigt op "-masu". Dit is echter niet afhankelijk van persoon of geslacht, dus van een echte vervoeging kan men niet spreken. Ook kent men in het Japans een groot aantal werkwoordstijden. Een veelgebruikte tijd is de continuerende tijd, die men ook in het Engels vindt (daar present continuous geheten). In deze tijd blijft uiteraard de stam (見) van werkwoord gelijk, maar komt er "-te-" na de stam te staan, deze vorm is gelijk aan de gebiedende wijs. De uitgang krijgt vervolgens een "i-" er voor. Een voorbeeld:
Het werkwoord voor "zien" is in de infinitief "miru" (見る).
In de beleefde tegenwoordige tijd wordt het "mimasu" (見ます).
In de continuerende tijd wordt het "miteiru" (見ている).
In de beleefde continuerende tijd wordt het "miteimasu" (見ています).
Een ander aspect dat de agglutinatie van Japanse werkwoorden kenmerkt is dat veel achtervoegsels aan de werkwoordsvormen vastgeplakt worden, wat ze meteen een andere functie geeft. Een bekend voorbeeld is de beleefde gebiedende wijs (als in "Wacht u alstublieft"). Hierbij wordt de "-te"-vorm van een werkwoord gebruikt en daarachter "-kudasai" geplakt. Een voorbeeld:
Het werkwoord voor "wachten" is in de infinitief "matsu" (まつ)
In de "te"-vorm is het "matte" (まって).
In de beleefde gebiedende wijs wordt het zodoende "mattekudasai" (まってください).
Een regel bij het vervoegen van werkwoorden is dat de uitgangen en achtervoegsels altijd in hiragana geschreven worden en nooit in kanji. 下さい (kudasai) wordt weliswaar in kanji geschreven, maar dat komt doordat dit formeel de beleefde "nederige" gebiedende wijs van くれる (geven) is, het is dus eigenlijk geen uitgang. まって下さい (matte kudasai) betekent dus letterlijk "geef me wachten" of "wacht voor mij".

### Partikels
Partikels vormen een zeer belangrijke woordgroep in het Japans. Deze kleine woordjes van meestal slechts één lettergreep lang gedragen zich meestal als achtervoegsels bij het woord waar ze een bepaalde functie aan geven.
Een voorbeeld:
In het Nederlands zegt men "Ik woon in Nederland" (het woordje in komt vóór Nederland).
In het Japans zegt men Watashi-wa Oranda-ni sundeimasu. Hier is ni het partikel dat overeenkomt met het Nederlandse voorzetsel in. Wanneer de Japanse zin letterlijk woord voor woord in het Nederlands wordt vertaald, levert dit "Ik Nederland in woon" op.
De Japanse partikels kunnen ook gebruikt worden om grammaticale functies aan te geven (hierin zijn ze min of meer vergelijkbaar met naamvalsuitgangen). Het partikel "no" wordt bijvoorbeeld standaard gebruikt om een bezittelijke (of possessieve) relatie wil aanduiden. Dit partikel kan ook gebruikt worden om een niet-possessieve genitief te creëren. In de titel Kana no kai ("De Kana club"), geeft het partikel "no" een bijvoeglijke betekenis. Het gebruik van partikels maakt een flexibele woordvolgorde. Niettemin is de Japanse woordvolgorde steeds SOV onderwerp-voorwerp-werkwoord.
Een aantal Japanse partikels kent geen Nederlandse tegenhanger. Zo kan het veelgebruikte wa (は; geschreven als ha) niet letterlijk vertaald worden. Dit partikel markeert onder andere de functie van onderwerp.
Hier een lijst van de meest gebruikte partikels in het Japans met daarachter hun functie:
- ga (が) - Wordt gebruikt om het onderwerp van de zin aan te duiden. Voorbeeld: Robin-san ga omoshiroi hito desu (ロビンさんが面白い人です), Robin is een interessant persoon.
- wa (は, geschreven als ha) - Wordt gebruikt om aan te duiden waar de zin over gaat, vaak is dit het onderwerp maar niet altijd. Letterlijk betekent het zoiets als "over x gesproken" of "wat betreft x". Voorbeeld: kore-wa nan desu ka? (これは何ですか？), wat is dit? (letterlijk: "wat betreft dit?" of "als voor dit, wat is het?").
- [w]o (を) - Hiermee wordt aangeduid wat het lijdend voorwerp is. Voorbeeld: sushi o tabete (すしを食べて), eet je sushi op.
- no (の) - Wordt gebruikt om bezit aan te duiden. Voorbeeld kore-wa watashi-no pen desu (これは私のペンです), Dit is mijn pen (letterlijk: "dit mijn pen is").
- ni (に) - heeft verschillende betekenissen:

1. Markeert het meewerkend voorwerp. Voorbeeld: kare ni hon wo ageru (ik geef een boek aan hem).
2. Duidt de richting aan. Voorbeeld: ashita Ōsaka ni ikimasu (morgen ga ik naar Osaka).
3. Als plaatsbepaling, maar alleen als het werkwoord geen actie aanduidt (het onderwerp beweegt dus niet). Voorbeeld: Nihon ni sunde imasu (ik woon in Japan).
4. Als het handelend voorwerp in een passieve zin (in het Nederlands vertaald met "door").

### Taalniveaus
Het Japans is in linguïstische kringen bekend om zijn representatieve sociale structuur met allerlei registers: het verschil van mannelijke en vrouwelijke variaties en de verschillende niveaus van rangen. Er zijn drie taalniveaus: laag, gewoon en hoog. Laag gebruikt men tegenover sprekers van lagere rang, hoog tegenover hoger geplaatsten. Tegenover de werkgever spreekt men een heel ander type Japans dan tegenover collega's. Overigens is het Japans hierin niet uniek: ook het Javaans en het Soendanees kennen een dergelijk onderscheid.
Deze taalniveaus worden onder andere aangeduid door middel van achtervoegsels, die aangeven hoe de spreker tegenover iemand anders staat. Het achtervoegsel wordt aan de voornaam geplakt als de spreker de betreffende persoon goed kent, anders wordt de achternaam gebruikt.
- -chan. Over het algemeen wordt dit achtervoegsel toegepast wanneer een volwassene refereert aan een minderjarige. Meestal bij gebruikt voor meisjes, duidt aan dat je de persoon schattig vindt. Wordt voor jongens ook weleens gebruikt, als degene die je aanspreekt een heel hechte relatie met je heeft (bijvoorbeeld moeder → zoon). Meestal wordt dan ook niet de hele naam gebruikt. Een aantal voorbeelden:
Meisje: Yoni-chan (voor een heel goed bekend meisje); Nagisa-chan (voor een minder goed of oppervlakkig bekend meisje); Ryuu-chan ((Ryuuji) duidt op een hechte relatie met iemand, jongen).
- -kun. Meestal gebruikt voor jongens, maar ook weleens voor meisjes. Voorbeeld: Ryuuji-kun.
- -san. Gebruikt voor volwassenen, of als men iemand net kent om respect en beleefdheid te tonen, kan voor vrouwen en mannen.
- -sensei. Gebruikt voor een leraar, kan voor vrouwen en mannen.
- -sama. Gebruikt om bijzonder veel respect te tonen, kan voor vrouwen en mannen.
- -shi. Gebruikt om bijvoorbeeld naar iemand te schrijven wiens naam men kent omdat die persoon beroemd is, terwijl de schrijver nog nooit daadwerkelijk contact met de betreffende persoon heeft gehad. Bijvoorbeeld: Ryuuji-shi kan gebruikt worden voor mannen en vrouwen
- -dono. Heel erg beleefd en nederig, wordt vaak gehoord in Japanse historische drama's. Bijvoorbeeld: you-dono (Meester you)kan gebruikt worden voor mannen en vrouwen.
- -senpai. Gebruikt voor hogerejaars o.i.d.

Alleen als de spreker erg goed bevriend is met een persoon, gebruikt hij geen achtervoegsel om die persoon toe te spreken.

## Woordenschat
Het Japans heeft in het verleden Chinese leenwoorden geïmporteerd, maar is gaandeweg overgegaan op andere en met name Engelse leenwoorden. Zo is het woord voor "koffie" koohii een zwerfwoord van Arabische herkomst dat via Nederlandse handelaren in de Japanse woordenschat is terechtgekomen.
Er zijn pseudo-Engelse woorden in het Japans geraakt. Woorden die er Engels uitzien maar in het Engels zelf helemaal niet bestaan, de zogenaamde wasei-eigo (和製英語). Bijvoorbeeld mai-kaa (my car) in de betekenis van een eigen persoonlijke auto. NG (no good) gebruikt men om taboes of blunders aan te geven (vergelijk de pseudo-leenwoorden in het Nederlands: oldtimer, stationcar). Een interessant voorbeeld is hanbaagu en hanbaagaa, allebei afgeleid van het Engelse hamburger, maar bij het eerste woord gaat het alleen maar om het vlees en bij het tweede om het vlees tussen het broodje. Sommige van deze woorden zijn als doubletten weer wel in het Engels en andere talen overgenomen, zoals karaoke, walkman en famikon.
Er zijn ten slotte enkele Nederlandse leenwoorden in het Japans terecht gekomen, zoals biiru (bier), tarappu (trap) en karan (kraan).

## Schrift
Het Japans wordt geschreven met een combinatie van drie schriftsystemen, namelijk het Hiragana-alfabet, het Katakana-alfabet en Kanji.
Kanji is afgeleid van het Chinese schrift (ook wel Hanzi genoemd) en verschilt daarvan nauwelijks: duizenden karakters zijn nog altijd gelijk aan de Chinese. Verondersteld wordt dat boeddhistische monniken het schrift meebrachten uit China.
In het Japanse schrift kent men geen spaties. In de gesproken taal kan men wel individuele "woorden" herkennen, maar in principe kent het Japans het begrip lexeem niet; een hele zin wordt als één woord weergegeven.